# 総合診療科
総合診療科（そうごうしんりょうか）とは、内科、小児科等の幅広い領域について総合的かつ高度な診断能力を有する診療科である。総合診療科の医師は内科や小児科を中心とし、診療科全般にわたって高い能力を有している。
医療機関・大学によっては総合診療部とも呼ばれる。

## 歴史
アメリカ合衆国やイギリスでは、総合診療医（GP:General practitioner）と呼ばれる初期診療を行う分野がある。かつての日本において該当する診療科は存在しなかった。厚生省・文部省の後押しもあり、1978年佐賀医科大学（現　佐賀大学医学部）に最初の総合診療部が創設された。内科・外科といった主だった科のみならず、精神科・皮膚科・小児科など幅広い領域での初期診療を行うことが特徴であった。
日本では英米におけるGPのように、産婦人科にまで広げた診療は事実上困難であるため、内科系疾患を中心とする総合診療科が主体となっている。全国各地の大学病院や市中病院で相次いで創設されているが、開設時はそれまで他の診療科であった医師が創設メンバーとなることが多く、それに伴って診療内容、方向性は施設によりかなり差異がある。また、全ての大学に開設されている訳ではない。
日本は1人当たりの病院の受診回数が英米の3倍、コンピュータ断層撮影（CT）検査の回数も欧米より多く、こうした過剰検査の抑制から総合科が期待されている。専門的な診療を必要とする病気は実際にはそれほど多くないため、個々の臓器別に診療するのではなく、総合的に診断することで、95%までが検査なしに疾病診断ができるため、過剰検査を抑制する要だとされている。
2007年に厚生労働省は、総合科と認定医の検討を報告した。
2010年に放映された日本のテレビドラマ『GM〜踊れドクター』は、総合診療科を舞台にしている。
2018年度より開始された日本専門医機構が認定する「新専門医制度」において、総合診療専門医が新設されることとなった。

## 特徴
- 外来・入院のいずれでも診断のついていない訴え（主訴）を問診・身体所見を重要な手掛かりとしながら推理し、最短・最速で診断に至ることを旨とする。
- 一領域にとどまらない幅広く豊富な医療知識と正確な身体所見をとる技術を必要とする。
- 複数の疾患を有し、特定の専門診療科のみでは対応困難なときに必要とされる。
- 原因がわからない「不明熱」「原発不明癌」などの診療を得意とする。
- 診断がついていない場合、全身状態が不良でも専門各科は入院受け入れを拒む傾向がある（特に大病院において）。そのような場合の入院の受け皿となる。
- 入院診療では、内科以外の科から院内コンサルトとして発熱・感染・内科疾患の相談を受けることが多い。
- 感染症をsub-specialityとしてもつ科が比較的多い。
- 中小病院・診療所での社会的ニーズが高い。
- 総合診療科誕生以来30余年が立つが、総合診療科の定義については未だ明確なものはない。

## 日本の総合診療科・部
大学病院（順不同）
- 東北大学医学部総合診療部
- 慶應義塾大学医学部総合診療教育センター
- 順天堂大学医学部総合診療科
- 千葉大学医学部総合診療科
- 東京医科歯科大学総合診療科[5]
- 東邦大学医療センター大森病院総合診療・急病センター
- 東京医科大学病院総合診療科
- 九州大学医学部総合診療部
- 佐賀大学医学部総合診療部
- 筑波大学総合診療科
- 三重大学総合診療科
- 岩手医科大学総合診療医学講座
- 名古屋大学総合診療部
- 旭川医大総合診療部
- 札幌医科大学総合診療科
- 北海道大学総合診療科
- 弘前大学医学部総合診療部
- 群馬大学医学部総合診療部
- 埼玉医科大学病院
- 自治医科大学総合診療科
- 防衛医科大学校総合診療部
- 慈恵医科大学総合診療部
- 東京科学大学総合診療部
- 東京女子医科大学総合診療科
- 聖マリアンナ医科大学総合診療医学講座
- 横浜市立大学総合診療科
- 新潟大学医学部総合診療部
- 富山大学総合診療部
- 金沢大学医学部総合診療部
- 金沢医科大学総合診療科
- 岐阜大学医学部総合診療部
- 藤田医科大学総合診療内科
- 滋賀医科大学総合診療部
- 京都府立医科大学総合診療部
- 京都大学医学部総合診療科
- 大阪大学医学部総合診療科
- 大阪市立大学総合診療科
- 大阪医科大学総合診療部
- 神戸大学医学部総合診療部
- 兵庫医科大学内科学総合診療科
- 奈良県立医科大学総合診療科
- 岡山大学医学部総合診療内科
- 広島大学医学部総合診療科
- 山口大学医学部総合診療部
- 徳島大学医学部総合診療科
- 香川大学医学部総合診療部
- 高知大学医学部総合診療部
- 福岡大学医学部総合診療部
- 長崎大学総合診療科
- 熊本大学医学部総合診療部
- 大分大学医学部総合診療部
- 琉球大学医学部総合診療科

国公立病院
- 国立国際医療研究センター病院
- 国立病院機構東京医療センター
- 川崎市立川崎病院総合診療科

など多数。